# Tour de Fuzhou
O Tour de Fuzhou (oficialmente: Tour of Fuzhou) é uma corrida ciclista chinesa disputada na região de Fuzhou na República Popular da China.

Foi criada no ano 2012, fazendo parte do UCI Asia Tour como concorrência de categoria 2.2 (última categoria do profissionalismo em corridas de vários dias) e desde o ano 2016 passou a ser uma concorrência de categoria 2.1.

## Palmarés
| Ano  | Vencedor          | Segundo           | Terceiro          |
| ---- | ----------------- | ----------------- | ----------------- |
| 2012 | Choi Ki Ho        | David McCann      | Koos Jeroen Kers  |
| 2013 | Rahim Ememi       | Milan Kadlec      | Koos Jeroen Kers  |
| 2014 | Samad Poor Seiedi | Amir Kolahdozhagh | Ghader Mizbani    |
| 2015 | Rahim Ememi       | Ahad Kazemi       | Jasper Ockeloen   |
| 2016 | Arvin Moazemi     | Peter Schulting   | Hamid Pourhashemi |
| 2017 | Jai Hindley       | Fung Ka Hoo       | Stanislau Bazhkou |
| 2018 | Ilya Davidenok    | Benjamin Dyball   | Lyu Xianjing      |
| 2019 | Artur Fedosseyev  | Ilya Davidenok    | Carlos Quintero   |

## Palmarés por países
| País        | Vitórias |
| ----------- | -------- |
| Irão        | 4        |
| Cazaquistão | 2        |
| Hong Kong   | 1        |
| Austrália   | 1        |